# Перфосфамид
Перфосфамид (торговое наименование Пергамид) — это 4-гидропероксициклофосфамид.
По химическому строению перфосфамид относится одновременно и к производным оксазафосфорина, и к диамидофосфатам, и к производным бис-β-хлорэтиламина.
В живых клетках перфосфамид (4-гидропероксициклофосфамид) быстро подвергается восстановительному метаболизму с образованием 4-гидроксициклофосфамида, соединения, являющегося также основным печёночным метаболитом другого известного цитостатического противоопухолевого химиопрепарата — циклофосфамида. В свою очередь, 4-гидроксициклофосфамид частично таутомеризуется с образованием алдофосфамида, с которым он находится в динамическом равновесии. Далее бОльшая часть алдофосфамида метаболизируется ферментом альдегиддегидрогеназой в неактивный карбоксициклофосфамид. Однако некоторая часть алдофосфамида гидролизуется фосфатазами клеток с образованием двух непосредственно цитотоксических соединений — фосфорамид мустарда и акролеина.
Перфосфамид имеет несколько самостоятельных применений в онкологии и гематологии, отличных от применений родительского соединения — циклофосфамида.
В частности, перфосфамид используется для «чистки» собранного костного мозга или гемопоэтических стволовых клеток донора от лимфоцитов и их предшественников перед собственно трансплантацией реципиенту собранной клеточной массы. При этом столь нужные реципиенту миелоидные стволовые клетки-предшественники (CD34-положительные клетки) сохраняются. Эта процедура делается для того, чтобы уменьшить вероятность для реципиента заболеть тяжёлой формой РТПХ («реакция трансплантат против хозяина»), которая является результатом атаки донорских лимфоцитов на нормальные здоровые клетки и ткани организма хозяина. Это работает потому, что лимфоциты и вообще клетки лимфоидного ряда гораздо более чувствительны к активным метаболитам перфосфамида (фосфорамид мустарду и акролеину), чем клетки миелоидного ряда и в особенности чем самые ранние стволовые клетки-предшественники (которые, соответственно, при такой обработке костного мозга или гемопоэтических стволовых клеток сохраняются, выживают). Однако, уменьшая вероятность развития тяжёлой РТПХ, эта практика «чистки» костного мозга или гемопоэтических стволовых клеток донора от лимфоцитов перед пересадкой их реципиенту при помощи обработки перфосфамидом уменьшает также и полезную и необходимую для проявления лечебного эффекта трансплантации РТЛ (реакцию «трансплантат против лейкемии/лимфомы») или РТО («реакцию трансплантат против опухоли»). Кроме того, эта практика уменьшает и шансы на успешное приживление трансплантата в организме хозяина. Дело в том, что для успешного приживления трансплантата костного мозга или гемопоэтических стволовых клеток, в трансплантате должно быть хотя бы немного донорских лимфоцитов, которые были бы способны подавить лимфоциты хозяина (и уменьшить тем самым риск отторжения трансплантата), «зачистить место» в костном мозгу для донорских гемопоэтических клеток и защитить их от агрессии лимфоцитов хозяина. Поэтому в настоящее время эта процедура («чистка» собранного костного мозга или гемопоэтических стволовых клеток донора от лимфоцитов перед пересадкой реципиенту при помощи экстракорпоральной обработки собранных клеток раствором перфосфамида) не часто делается, и не рекомендуется как часть стандартной, рутинной практики трансплантации. Но эта процедура по-прежнему иногда используется в тех случаях, когда риск развития тяжёлой постпересадочной РТПХ велик (при не полностью совместимом трансплантате).
Перфосфамид также иногда используется для «чистки» собственных(аутологичных) гемопоэтических стволовых клеток или костного мозга пациента перед их обратной пересадкой (аутологичной трансплантацией) от любых злокачественных опухолевых клеток, которые могут содержаться в собранном от пациента материале. Перфосфамид здесь работает потому, что злокачественные опухолевые клетки более чувствительны к алкилированию и повреждению ДНК и имеют меньшие возможности по репарации повреждений ДНК, чем нормальные здоровые гемопоэтические клетки. Кроме того, злокачественные клетки по сравнению с здоровыми содержат больше ферментов фосфатаз и фосфорамидаз, которые необходимы для внутриклеточного превращения перфосфамида в его активные внутриклеточные метаболиты — фосфорамид мустард и акроилеин, и меньше фермента альдегиддегидрогеназы, который необходим для обезвреживания, инактивации в неактивные метаболиты. Всё это вместе позволяет, до известной степени, селективно «очищать» собранный от пациента клеточный материал от злокачественных клеток и уменьшить вероятность рецидива злокачественного заболевания после аутотрансплантации.
Поскольку большинство клеток организма человека, в отличие от клеток печени, не содержат или содержат в очень малом количестве те ферменты, которые необходимы для превращения циклофосфамида в его активный печёночный метаболит 4-гидроксициклофосфамид, то исходное («родительское») соединение, циклофосфамид, не может быть непосредственно использовано для экстракорпоральной противоопухолевой или противолимфоцитарной обработки клеточных масс. Вот почему для этой цели используется не циклофосфамид, а перфосфамид. Он эффективно «обходит» необходимый печёночный этап метаболизма в метаболическом пути активации циклофосфамида. Следующие же шаги в этом пути — метаболизм перфосфамида до непосредственно активных фосфорамид мустарда и акролеина — происходят уже непосредственно в самой клетке и не требуют участия печени.